# ウツ・シュタイグレーダー
ウツ・シュタイグレーダー（Utz Steigleder, ? - 1581年）は、ドイツの音楽家。
ヴュルテンベルク宮廷オルガン奏者であった。息子にアダムがいる。ウツは、アダムをウツの後任となるシモン・ロエに付けて学ばせた。『リチェルカーレ・タブラチュア』で名高いヨハン・ウルリッヒは、ウツの孫に当たる。『クレーバーのオルガン・タブラチュア』に前奏曲、インタヴォラトゥーラなどが伝わっている。
| スタブアイコン | サブスタブ | この項目は、まだ閲覧者の調べものの参照としては役立たない、音楽関係者（バンド等）に関連した書きかけの項目です。この項目を加筆・訂正などしてくださる協力者を求めています（P:音楽/PJ:芸能人）。 |